# Нижнее Якеево
Ни́жнее Яке́ево (тат. Түбән Якый) — село в Азнакаевском районе Республики Татарстан, в составе Мальбагушского сельского поселения.

## География
Деревня находится на реке Мелля, в 30 км к западу от районного центра — города Азнакаево.

## История
В «Списке населенных мест по сведениям 1859 года», изданном в 1864 году, населённый пункт упомянут как казённая и башкирская деревня Нижнее Янеево 1-го стана Бугульминского уезда Самарской губернии. Располагалась при речке Мальбагуше, по левую сторону просёлочного тракта из Бугульмы в Мензелинск, в 46 верстах от уездного города Бугульмы и в 30 верстах от становой квартиры в казённой и башкирской деревне Альметева (Альметь-муллина). В деревне в 87 дворах жили 510 человек (256 мужчин и 254 женщины). Была мечеть.

## Население
| 1859 | 1889 | 1910 | 1920  | 1926 | 1938 | 1949 |
| ---- | ---- | ---- | ----- | ---- | ---- | ---- |
| 510  | ↗870 | ↗960 | ↗1751 | ↘942 | ↘716 | ↘648 |
| 1958 | 1970 | 1979 | 1989  | 2002 | 2010 | 2015 |
| ↘619 | ↘592 | ↘421 | ↘373  | ↘304 | ↘287 | ↘255 |
| 2021 |      |      |       |      |      |      |
| ↘228 |      |      |       |      |      |      |

| 2016 |
| ---- |
| 271  |

Национальный состав села: татары.

## Религия
В 2013 году была открыта мечеть.